# Агрелит
Агрелитът е рядък триклинен иносиликатен минерал с четири периодични единични вериги от силициеви тетраедри. Химичната му формула е NaCa2Si4O10F.
Агрелитът е бял до сив полупрозрачен минерал с перлен блясък и бяла ивица. Има твърдост по Моос 5,5 и специфично тегло 2,8. Неговото типово находище е алкалният комплекс Кипава, Квебек, Канада, където се среща като таблични летви в пегматитни лещи. Други находища включват Мурманска област, Русия, ледника Дара-и-Пиоз, Таджикистан и комплекса Сайма, Ляонин, Китай.
Агрелитът показва розова флуоресценция силно при късовълнова и слабо под дълговълнова ултравиолетова светлина. Флуоресцентният активатор е предимно Mn2+, с незначителни количества Eu2+, Sm3+ и Dy3+.